# Cerelhac
Cerelhac (en francès Séreilhac) és un municipi francès situat al departament de l'Alta Viena i a la regió de la Nova Aquitània. La ciutat forma part d'Occitània.

## Demografia
| 1962                                       | 1968  | 1975  | 1982  | 1990  | 1999  | 2007  |
| ------------------------------------------ | ----- | ----- | ----- | ----- | ----- | ----- |
| 1.285                                      | 1.362 | 1.352 | 1.462 | 1.614 | 1.595 | 1.734 |
| Des de 1962: població sense dobles comptes |       |       |       |       |       |       |

## Administració
| Període | Identitat            | Partit |
| ------- | -------------------- | ------ |
| 2001-   | Jean-Pierre Bouissou |        |